# Salmó del Pacífic

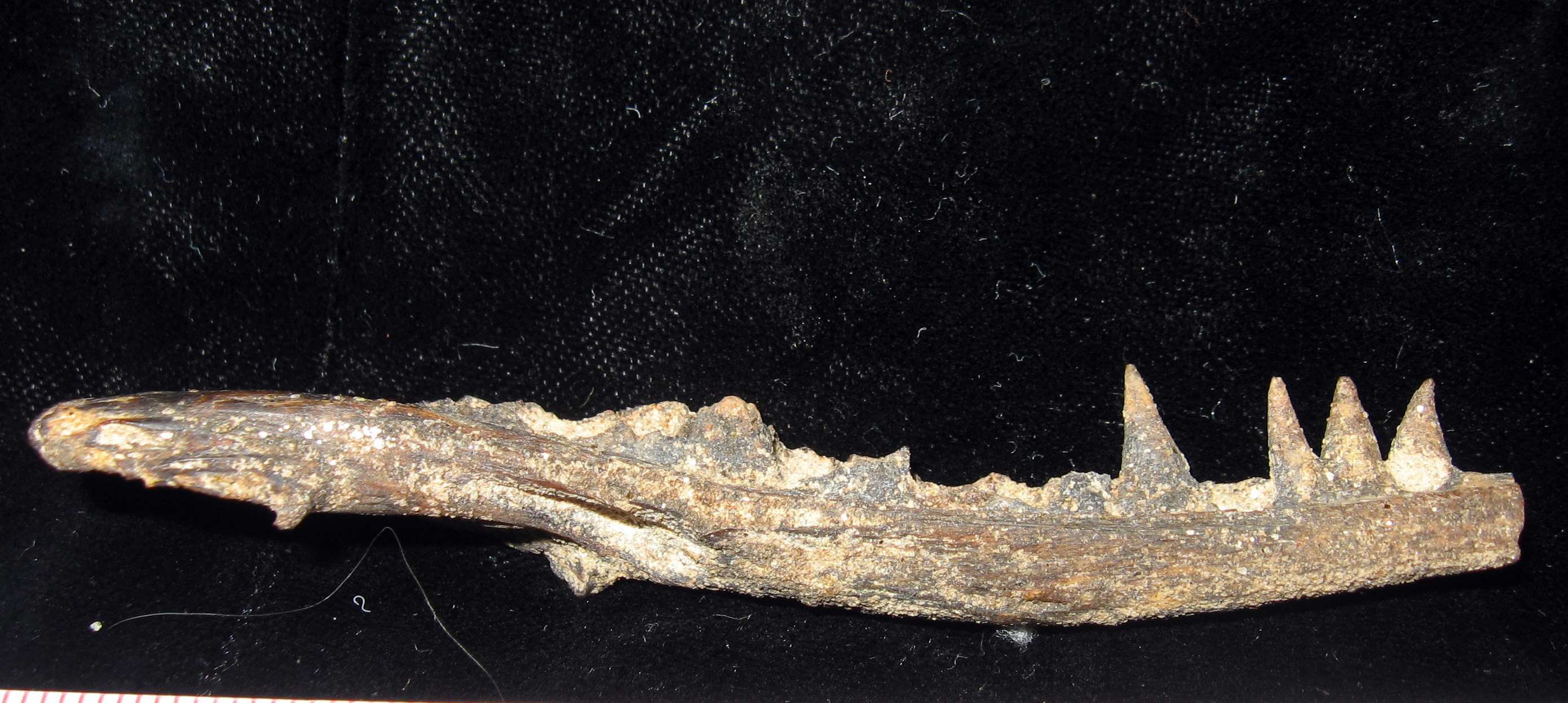
Fòssil dOncorhynchus lacustris trobat a Idaho

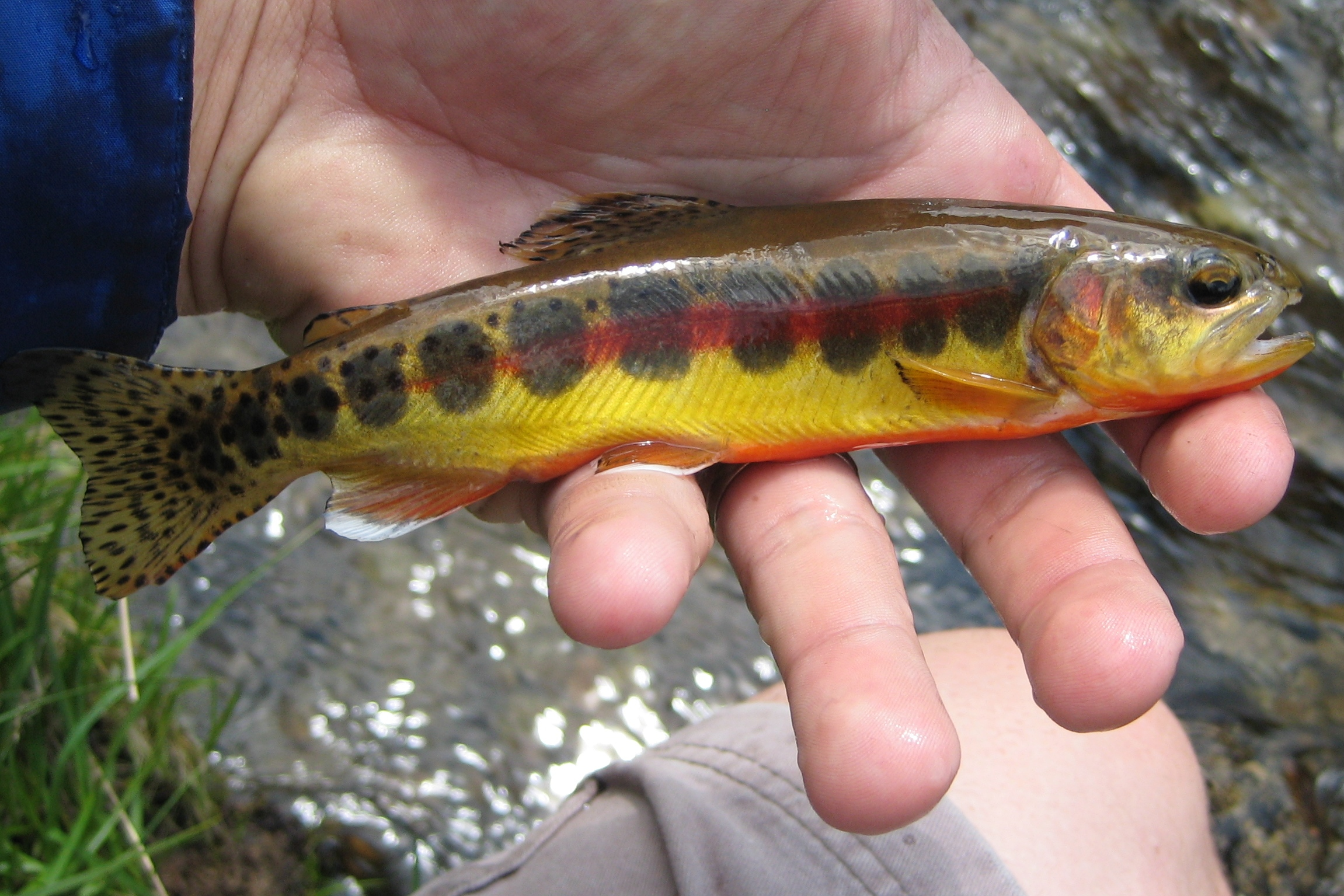
Oncorhynchus mykiss aguabonita

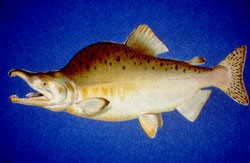
Exemplar de Salmó rosat del Pacífic

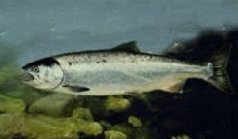
Oncorhynchus kisutch

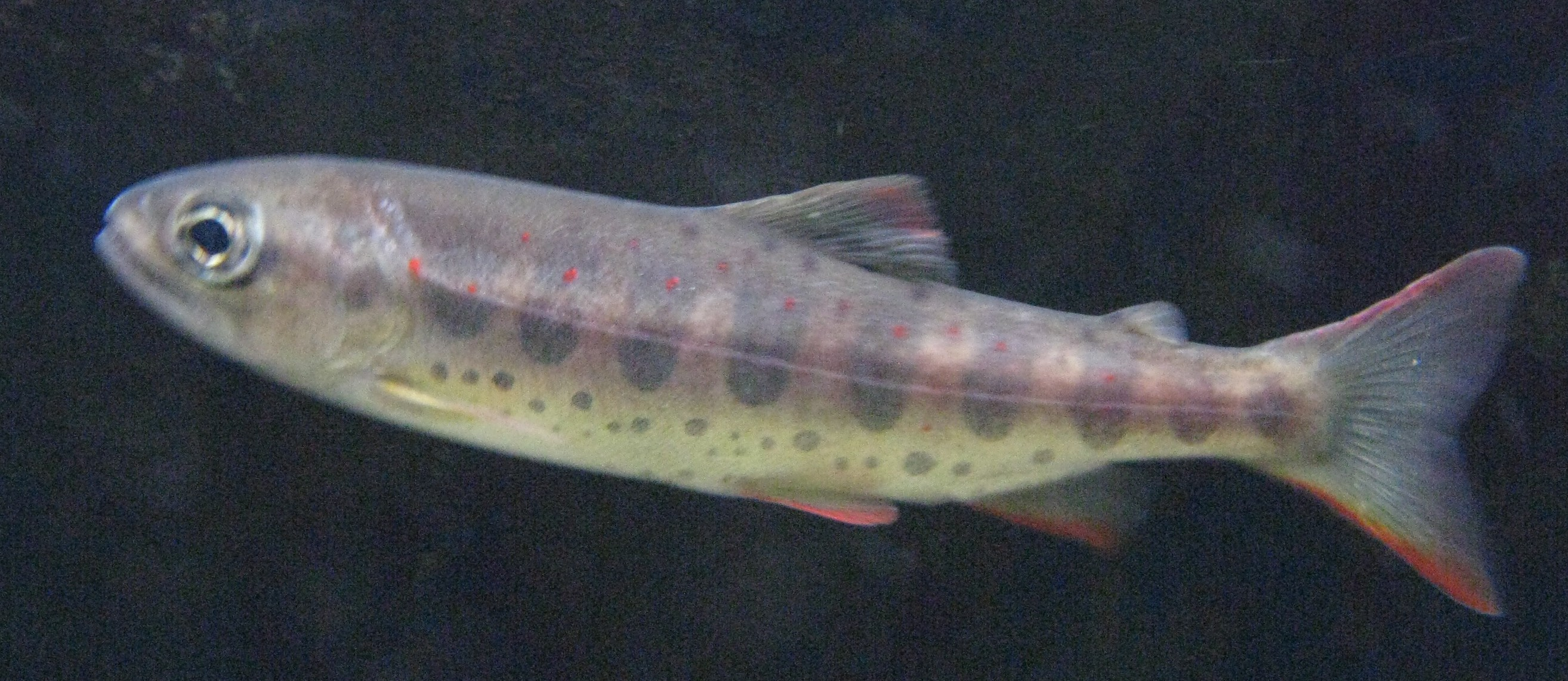
Oncorhynchus masou

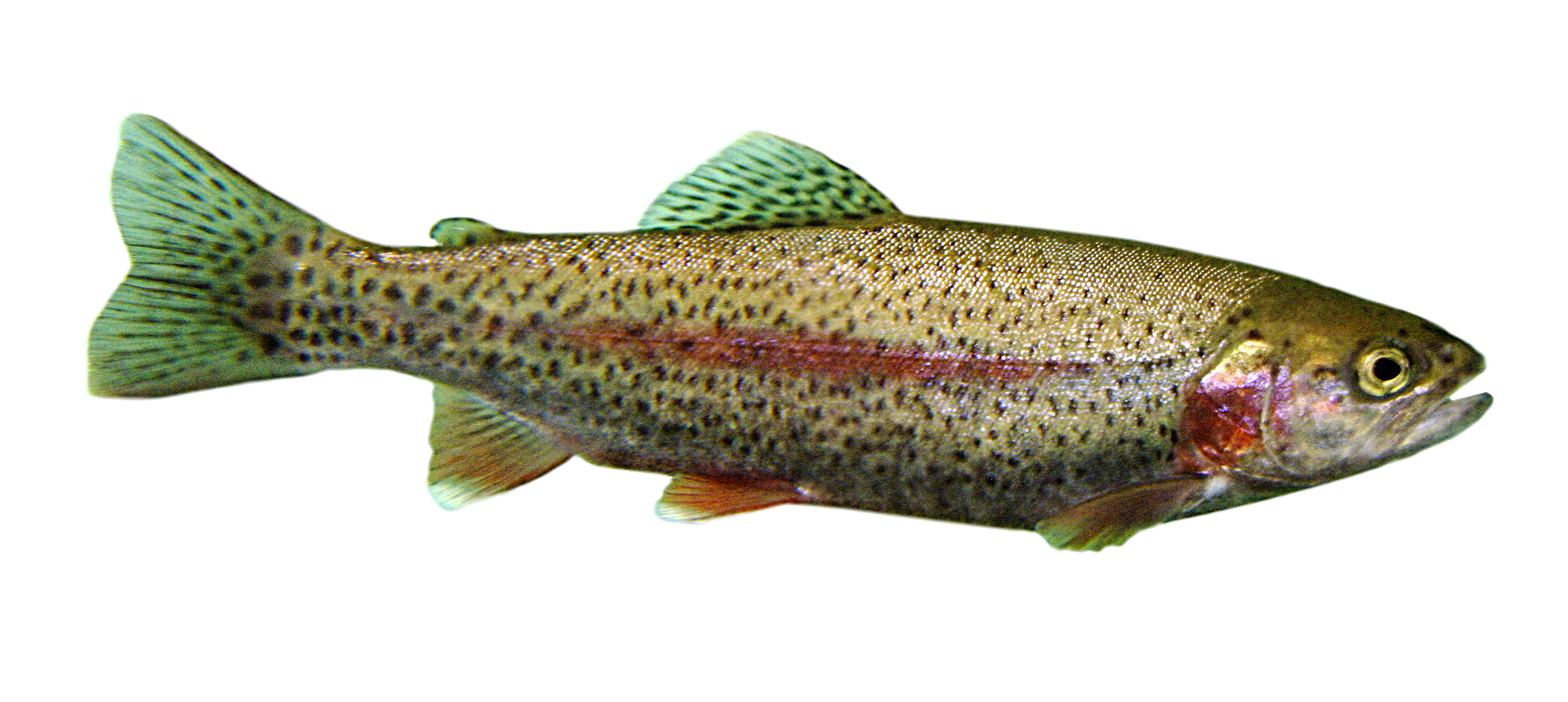
Oncorhynchus mykiss

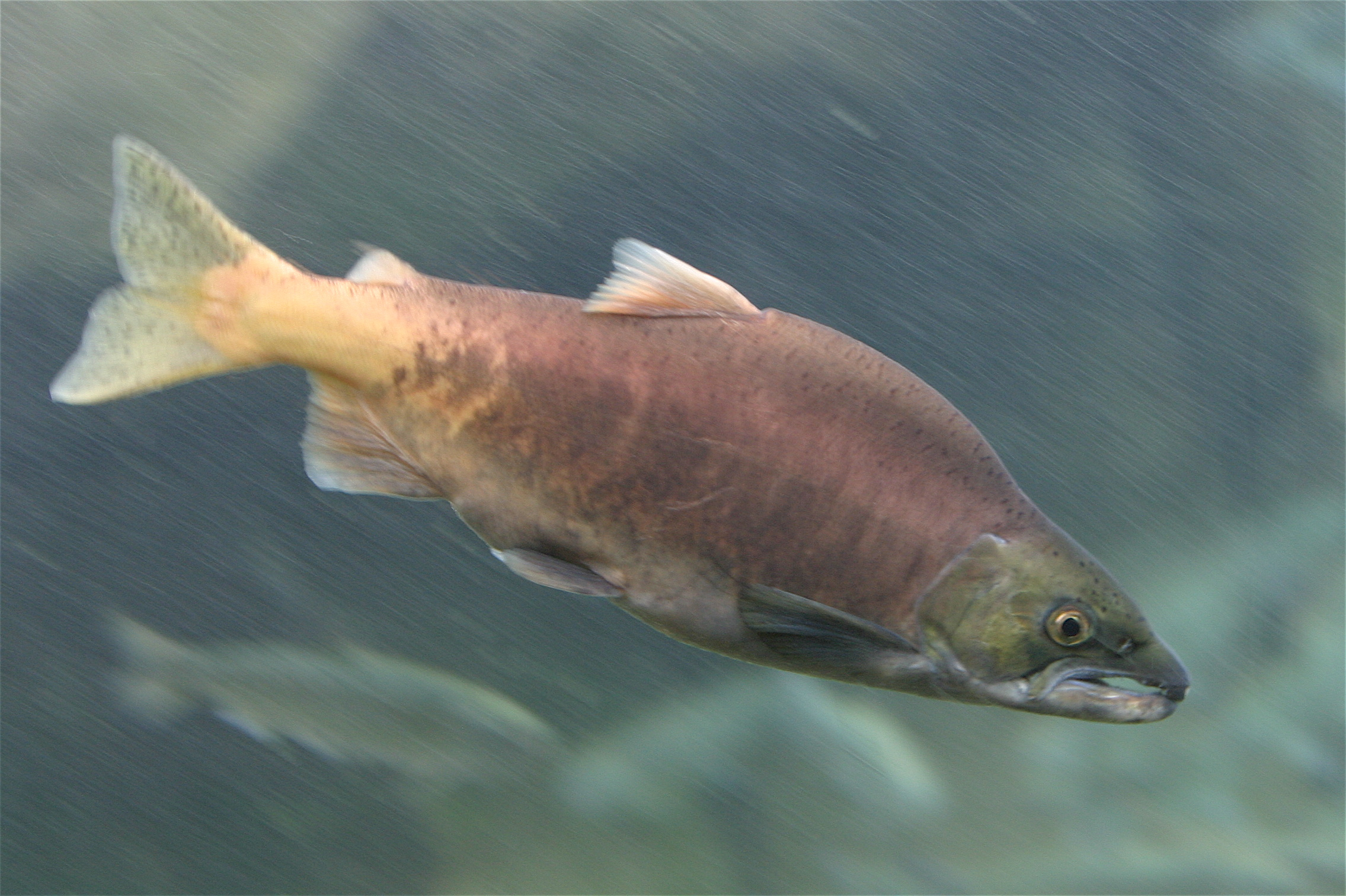
Exemplar de Salmó roig

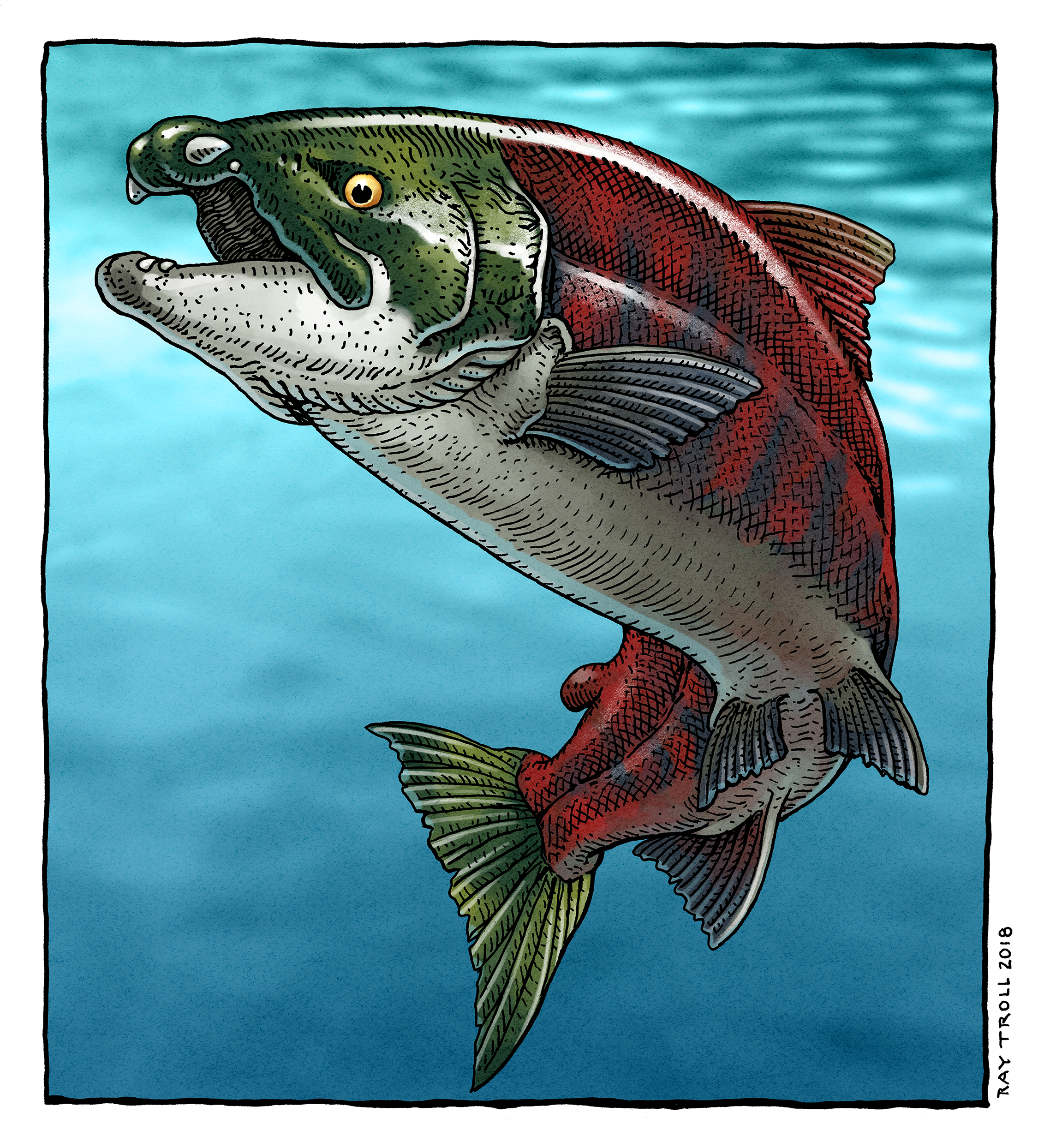
Oncorhynchus rastrosus

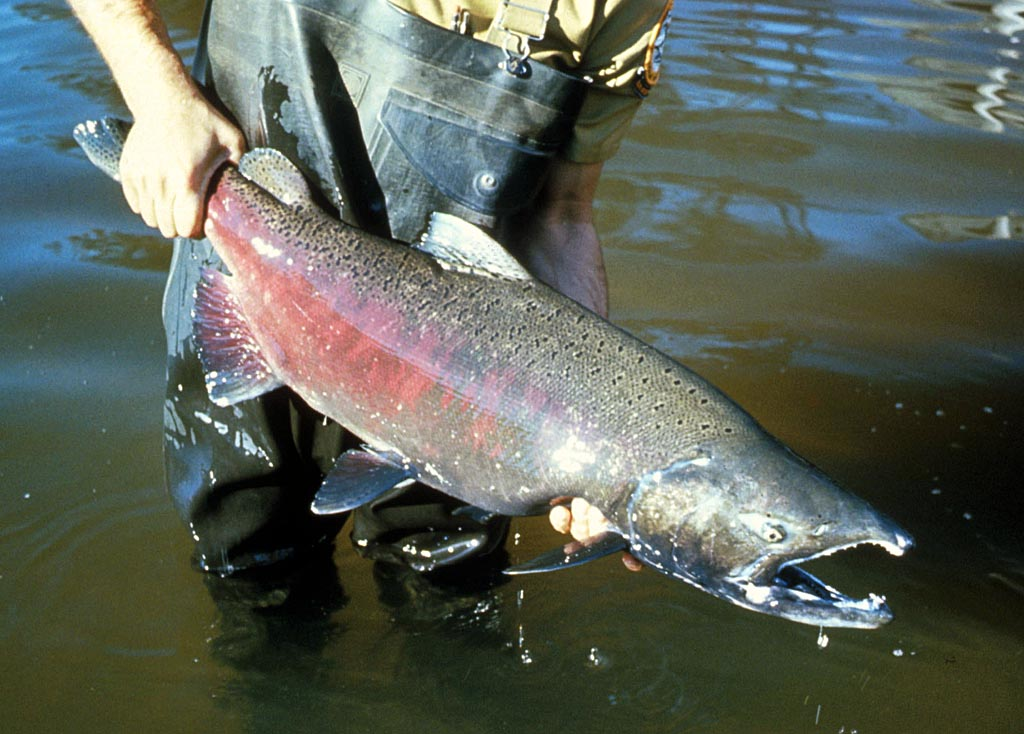
Exemplar de Salmó reial

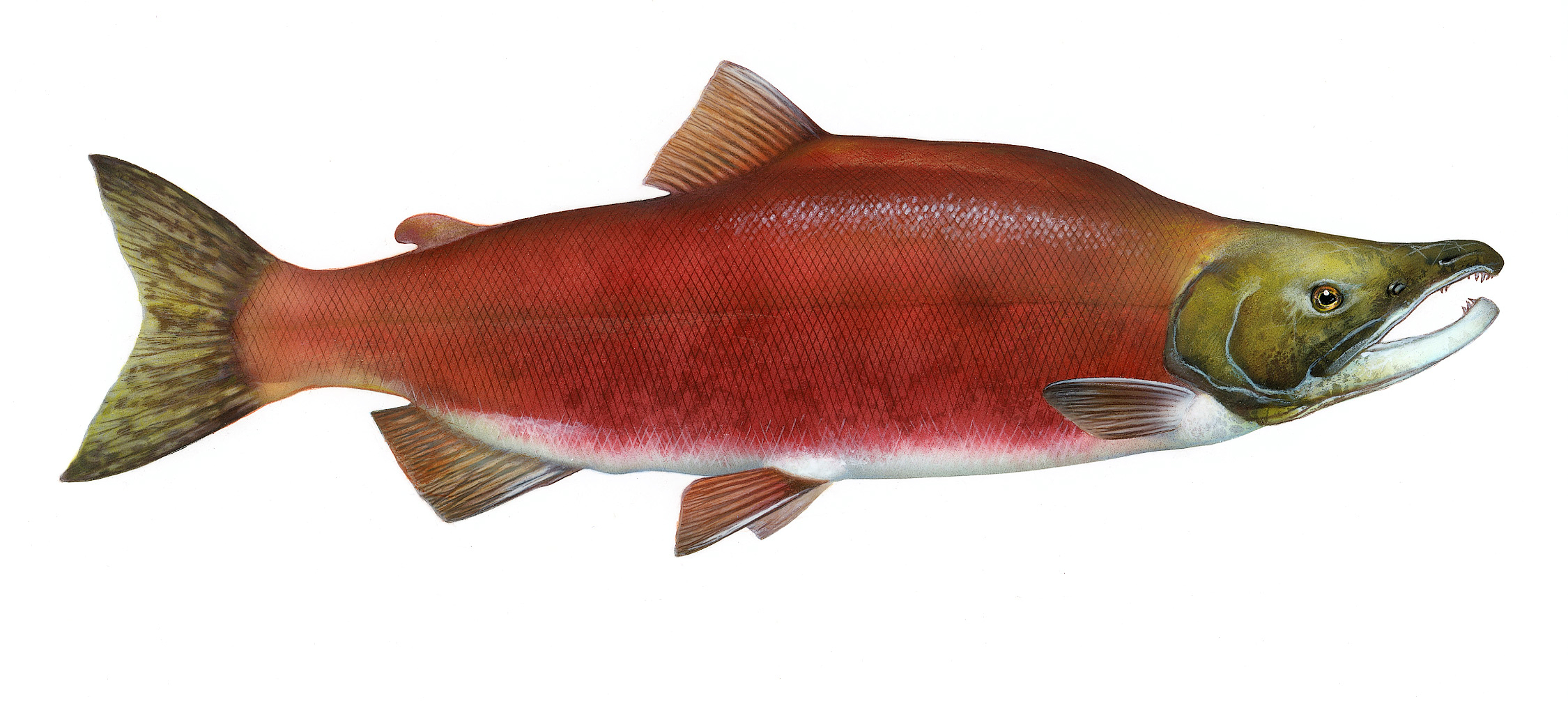
Oncorhynchus nerka

Els salmons del Pacífic (Oncorhynchus) són un gènere de peixos actinopterigis de la família dels salmònids i de l'ordre dels salmoniformes.

## Etimologia
El nom científic del gènere prové de les paraules gregues onkos ("ham") i rynchos ("nas"), en referència a les mandíbules dels mascles en forma d'ham, a la temporada de aparellament.

## Distribució
Els salmons i les truites amb àrees de distribució en aigües que desemboquen a l'Oceà Pacific són membres d'aquest gènere. La seva àrea de distribució s'estén des de Beríngia cap al sud, gairebé fins a Taiwan a l'oest i fins a Mèxic a l'est. A l'Amèrica del Nord, algunes subespècies de truita de Clark són natives de les muntanyes Rocoses i la Gran Conca, mentre que altres són natives del Río Bravo i dels afluents occidentals de la conca del riu Mississipi, els quals desemboquen al Golf de Mèxic, enlloc de fer-ho al Pacífic. Arreu del món s'han introduït diversos espècies del gènere en aigües no natives, les quals han arribar a establir poblacions sostenibles..
Les sis espècies de salmó del pacífic són anàdromes (migratories) i semelpares (només es reprodueixen un cop a la vida i moren després de la posta). La migració es pot veure afectada pels paràsits. Els individus infectats poden tornar-se febles i probablement tenir un esperances de vida més curta. La infecció amb paràsits crea un efecte conegut amb el nom del sacrifici, pel qual els peixos infectats tenen menys probabilitats de completar la migració. Les formes anàdromes de truita arc de Sant Martí són iteropares (poden reproduir-se múltiples vegades). La truita de Clark considera semi-anàdroma, ja que passa curts períodes en ambients marins.

## Evolució
Diversos fòssils en forma de truita de finals del Miocè (fa uns 7 milions d'anys), que semblen pertànyer al gènere Oncorhynchus, es van trobar Idaho, al fons del llac Clarkia. La presència d'aquestes espècies tan terra endins indicava que Oncorhynchus no només estava present a les conques del Pacífic abans de l'inici del Pliocè (fa entre 5 i 6 milions d'anys), sinó també que les llinatges de la truita arc de Sant Martí, la truita de Clark i el salmó del Pacífic van divergir abans de l'inici de la Pliocè. En conseqüència, la divisió entre Oncorhynchus i Salmo (salmó de l'Atlàntic) va haver de tenir lloc molt abans del Pliocè. Les dades suggerides pels ions ens situen a principis del Miocè (al voltant de fa 20 milions d'anys). Una espècie fòssil classificada dins d'aquest gènere, O. rastrosus, es una espècie de fins a 2,7 metres de finals del Miocè i del Plistocè.
Les espècies de salmó del Pacífic s'han examinat durant dècades, i malgrat tot, encara no s'ha desenvolupat completament un "arbre" de família dels salmònids del Pacífic. Les investigacions de l'ADN mitocondrial s'han completat en diverses espècies de salmònids i truites del Pacífic, però els resultats no concorden necessàriament amb les investigacions moleculars i dels fòssils. Generalment hi ha consens en què els llinatges del salmó keta, el salmó rosat del Pacífic i el salmó vermell han divergit de la seqüència després que altres espècies. Montgomery (2000) analitza el patró dels registres fòssils en comparació amb els moviments tectònics de les plaques del Nord-Oest del Pacífic. La divergència (potencial) en els llinatges del gènere Onchorhyncus sembla que va seguir a l'aixecament de la costa del Pacífic. Els canvis climàtics i d'hàbitat que tindrien lloc a continuació d'aquest esdeveniment geològic estan en discussió, en el context de possibles factors d'estres que conduïssin a l'adaptació i l'especialització.
Un cas interessant d'especiació de salmó és el del salmó vermell. El salmó vermell, sense sortida al mar, evoluciona diferentment que salmó vermell anàdrom, arribant al nivell d'"espècie biològica". Les espècies biològiques, en contraposició a les espècies morfològiques, es defineixen per la capacitat de mantenir-se en simpatria com a entitats genètiques independents. Aquesta definició pot ser inconvenient, ja que aparentment només s'aplica a la simpatria, i aquesta limitació fa que la definició sigui de difícil aplicació. Hi ha exemples a l'estat de Washington, al Canadà i a altres llocs de dues poblacions que viuen al mateix llac, però la fresen en diferents substrats, en diferents moments i mengen diferents aliments. No hi ha pressió per competir o creuar-se (dues respostes quan els recursos són escassos). Aquests tipus de salmó vermell mostren els principals atributs d'una espècie biològica: es reprodueixen per separat i mostren una forta compartimentació de recursos.

## Taxonomia
Algunes de les espècies d'aquest gènere són altament variables. El 1989, els estudis morfològics i genètics de Gerald Smith i Ralph Stearley van indicar que les truites de la conca del Pacífic eren genèticament més a prop dels salmons del Pacífic (gènere Oncorhynchus) que de les espècies del gènere Salmo: com la truita comuna o el salmó europeu, de la conca de l'Atlàntic. Per tant, el 1989, les autoritats taxonòmiques van moure la truita arc de Sant Martí, la truita de Clark i altres truites conca del Pacífic al gènere Oncorhynchus. Actualment, hi ha 12 espècies i nombroses subespècies reconegudes en aquest gènere.
Thus, in 1989, taxonomic authorities moved the Rainbow, Cutthroat and other Pacific basin trouts into the genus Oncorhynchus. Currently, 12 species and numerous subspecies in this genus are recognized: Behnke (2002).
- Oncorhynchus aguabonita (Jordan, 1892)[11]
- Oncorhynchus apache (Miller, 1972)
- Oncorhynchus chrysogaster (Needham & Gard, 1964)[12]
- Truita de Clark (Oncorhynchus clarkii) (Richardson, 1836)[13]
  - Oncorhynchus clarkii clarkii (Richardson, 1836)
  - Oncorhynchus clarkii pleuriticus (Cope, 1872)[14]
- Oncorhynchus gilae (Miller, 1950)[15][16]
- Salmó rosat del Pacífic (Oncorhynchus gorbuscha) (Walbaum, 1792)[17][18]
- Oncorhynchus ishikawai (Jordan & McGregor, 1925)[19]
- Oncorhynchus iwame (Kimura & Nakamura, 1961)[20]
- Salmó keta (Oncorhynchus keta) (Walbaum, 1792)[21][22]
- Salmó platejat (Oncorhynchus kisutch) (Walbaum, 1792)[21]
- Oncorhynchus masou (Brevoort, 1856)[23]
  - Oncorhynchus masou formosanus (Jordan & Oshima, 1919)
  - Oncorhynchus masou macrostomus (Günther, 1877)
  - Oncorhynchus masou masou (Brevoort, 1856)
- Oncorhynchus mykiss (Walbaum, 1792)[24]
- Salmó roig (Oncorhynchus nerka) (Walbaum, 1792)[21][25]
- Oncorhynchus rhodurus (Jordan & McGregor, 1925)
- Salmó reial (Oncorhynchus tshawytscha) (Walbaum in Artedi, 1792)[21][26][27][28][29][30][31][32][33]